# Fritzi Löblová
Fritzi Löblová, rodným jménem Fritzi König (28. května 1908, Retz, Rakousko – 24. listopadu 1998, Ženeva) byla manželka Eugena Löbla, slovenského ekonoma, předválečného člena Komunistické strany Československa, který působil v době druhé světové války v londýnském exilu a po válce jako náměstek ministra zahraničního obchodu (1945–1949), a v roce 1952 byl odsouzen na doživotí v procesu s Rudolfem Slánským.

## Rodina
Fritzi Löblová se narodila 28. května 1908 v rakouském městě Retz do rodiny Josefa a Theresie König. V rodném městě absolvovala gymnázium a poté studovala francouzštinu a angličtinu ve Vídni. V roce 1934 se v Bratislavě seznámila s ekonomem a levicovým intelektuálem Eugenem Löblem, za kterého se 19. dubna 1935 v Bratislavě provdala. Svatbou ztratila rakouskou statní příslušnost a získala československou. Úředně byla vedena jako Frederika Löblová (po válce jako Bedřiška Löblová).
V roce 1939 utekla s dvouletým synem Ivanem před nacismem do Spojeného království přes italský Terst, její manžel emigroval přes Polsko. Válku prožila v Londýně, kde Eugen Löbl působil v organizaci na pomoc československým uprchlíkům Czech Refugee Trust Fund. Syn Ivan byl po zahájení bombardování Londýna během bitvy o Británii s dalšími dětmi československých emigrantů umístěn do internátu mimo Londýn. V roce 1943 se její manžel stal poradcem ministra zahraničí československé exilové vlády Jana Masaryka pro ekonomiku a záležitosti UNRRA.

## Věznění a život pod dohledem Státní bezpečnosti
Po válce se s manželem a synem vrátila do Československa, kde se Eugen Löbl stal náměstkem ministra zahraničního obchodu. Rodina žila v Praze-Bubenči, Fritzi Löblová se starala o domácnost. V listopadu 1949 ji zatkla Státní bezpečnost ve stejný den jako jejího manžela a poté ji držela šest měsíců ve vazbě v ruzyňské věznici, aniž by vznesla jakékoli obvinění. Po propuštění v květnu 1950 se musela se synem bez jakékokoli majetku vystěhovat z Prahy do Dvora Králové, kde žila pod dohledem příslušníků StB. Nastoupila jako pomocná dělnice do textilní továrny Tiba Vorlech. Od svého manžela dostala dopis až po čtrnácti měsících. Dne 27. prosince 1952 byl Eugen Löbl odsouzen na doživotí v procesu s Rudolfem Slánským.
V 1954 dostala se synem povoletí přestěhovat se do Hradce Kralové, kde její syn pracoval jako pomocný dělník ve Fotochemě a ona si přivydělávala pletením, kromě toho dostávala podporu od rodiny z Rakouska. V roce 1955 se přestěhovala se synem do Bratislavy, kde žila sestra jejího manžela. V roce 1960 s nimi začal žít po propuštění z vězení i její manžel Eugen Löbl. Nejdříve pracoval jako skladník, po rehabilitaci v roce 1963 se stal ředitelem pobočky Státní banky československé v Bratislavě a v letech 1967–1968 se zapojil do takzvaného obrodného procesu a spolupracoval s Otou Šikem na přípravě ekonomické reformy.
V roce 1968 krátce po srpnové invazi vojsk Varšavské smlouvy emigrovala se svým manželem do rodného města Retz, kde žila její matka a bratr. Získala zpět rakouskou státní příslušnost a po úmrtí své matky se přestěhovala do Ženevy, kde se po emigraci usadil syn Ivan. V Ženevě žila do své smrti 24. listopadu 1998.